# ジョヴァンニ・バッティスタ・モローニ
ジョヴァンニ・バッティスタ・モローニまたはジャンバッティスタ・モローニ（Giovanni Battista Moroniまたは Giambattista Moroni、1522年ころ – 1579年2月5日）は、ルネサンス後期のイタリアの画家である。写実的な肖像画を描いたことで知られている。

## 略歴
ロンバルディアのアルビーノで建築家の息子に生まれた。ブレシアの画家モレット・ダ・ブレシア(c.1498-1554)の弟子であった。故郷のアルビノで活動したが、トレントやベルガモでも活動した。トレント公会議が開かれていた1546年から1548年と1551年から1553年の2回、 トレントで活動している。このころ人気の高くなっていたヴェネツィア派の画家ティツィアーノ(c.1490-1576)と知り合い、モローニの作品には、ヴェネツィア派の影響が見られるともされる。トレントのサンタ・マリア・マッジョー教会(Chiesa di Santa Maria Maggiore)の祭壇画などを描いた。1560年ころから亡くなるまで故郷のアルビノで過ごした。
モローニは 20世紀に入るまであまり有名な画家ではなかった。ジョルジョ・ヴァザーリ(1511-1574)のルネサンスの画家の伝記『画家・彫刻家・建築家列伝』(1550)には活動した時期の関係もあり取り上げられていなかったことも理由とされる。モローニの作品のいくつかはティツィアーノの作品とされていたこともあったが、モローニは16世紀北イタリアの代表的肖像画家として評価されるようになった。
ジョヴァンニ・カヴァーニャ(Giovanni Paolo Cavagna: c.1550-1627)が弟子であったとされ、フラ・ガルガーリオ(1655–1743)やピエトロ・ロンギ(1701-1785)といった後世の画家に影響を与えたとされる。

## 作品

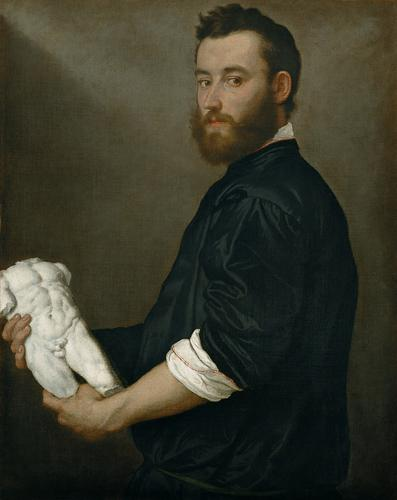
彫刻家Alessandro Vittoriaの肖像画 (1552/1553) 美術史美術館
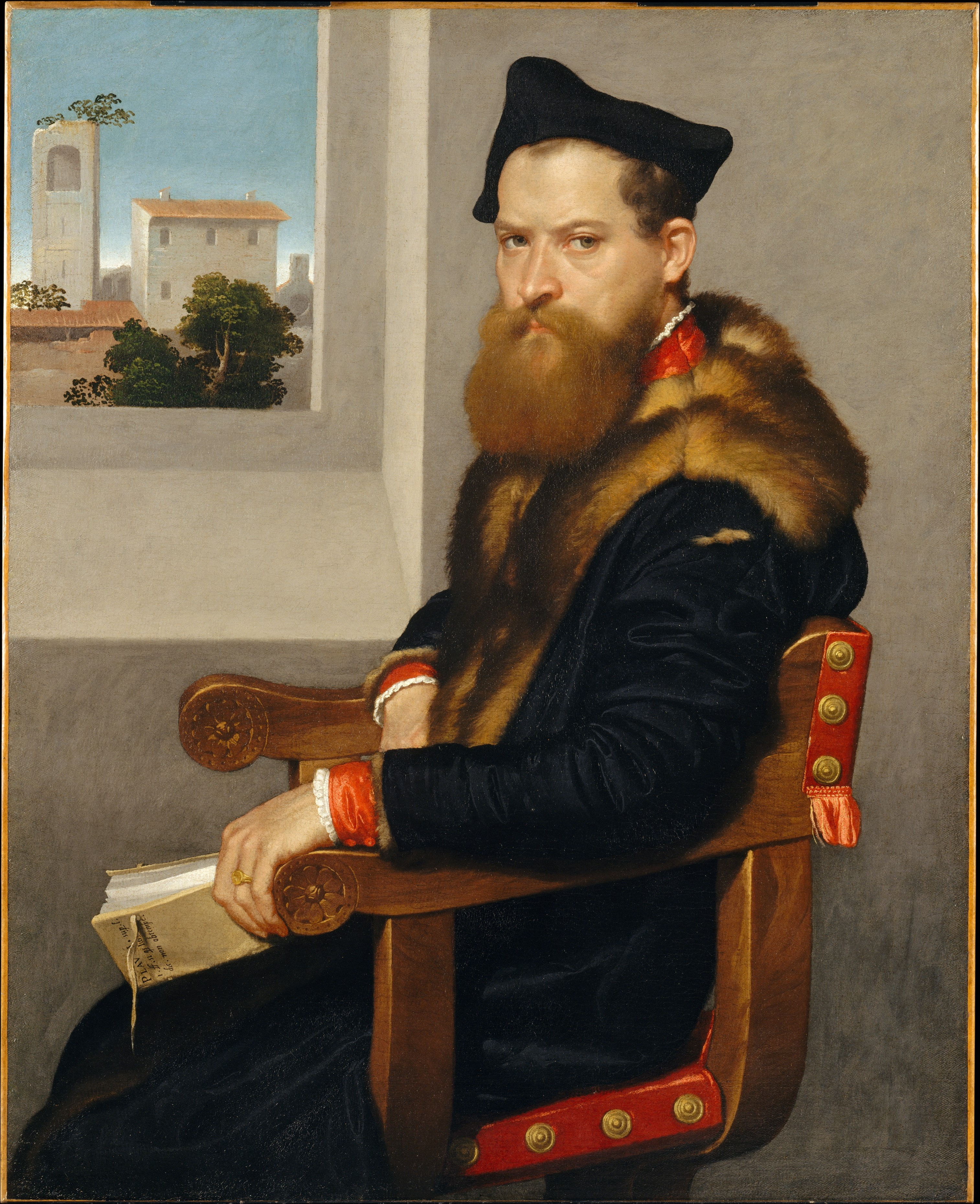
Bartolommeo Bonghi (c.1653) メトロポリタン美術館
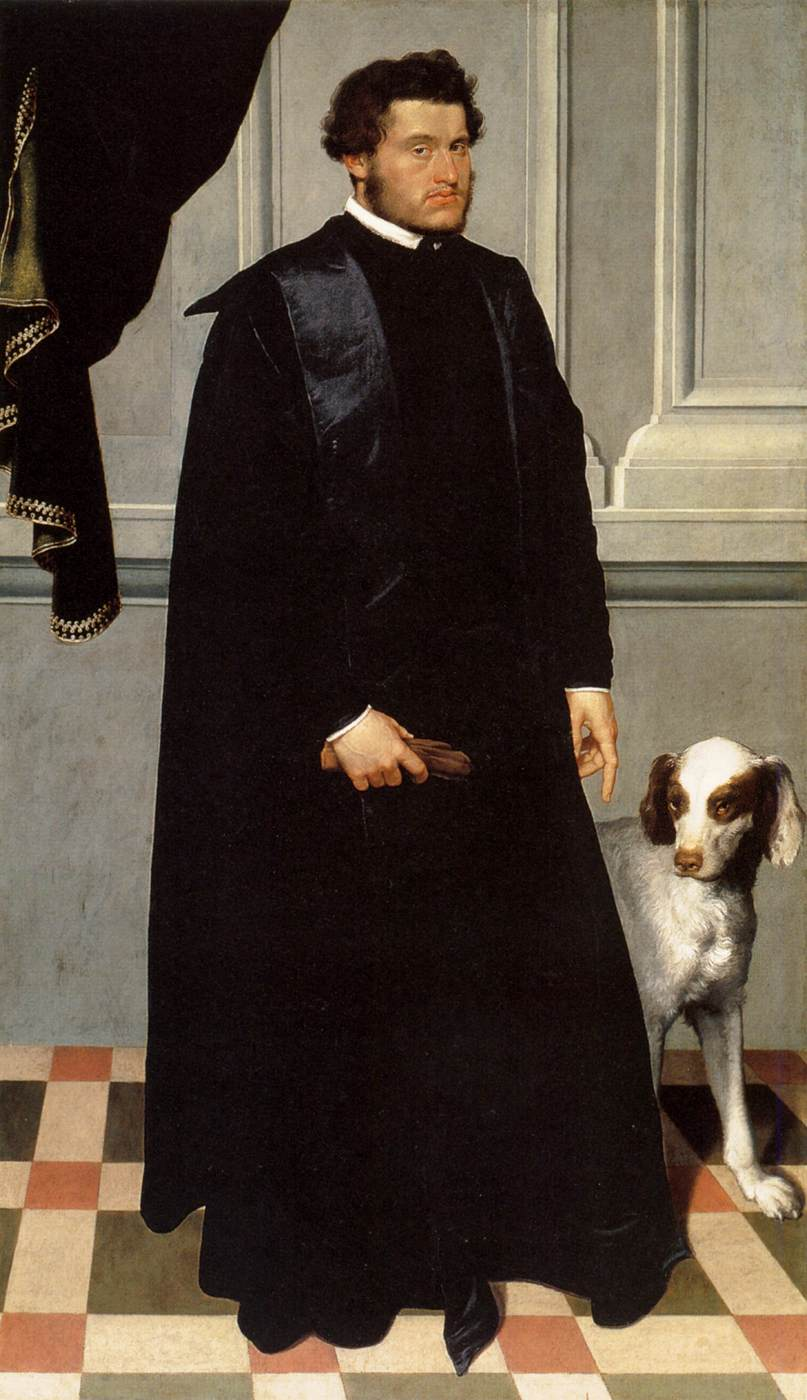
枢機卿Ludovico Madruzzo (1551/1552) シカゴ美術館
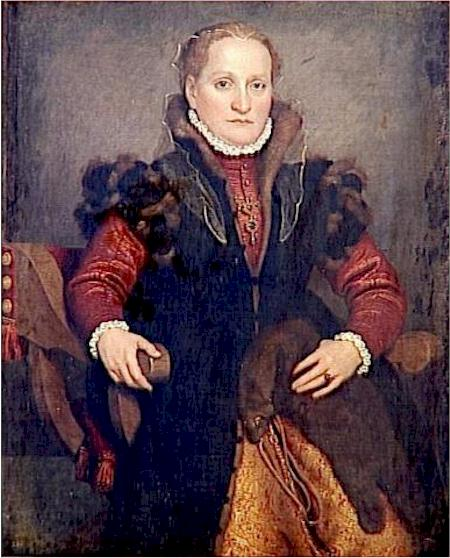
政治家Bonifacio Agliardiの妻の肖像画 (1560s) コンデ美術館
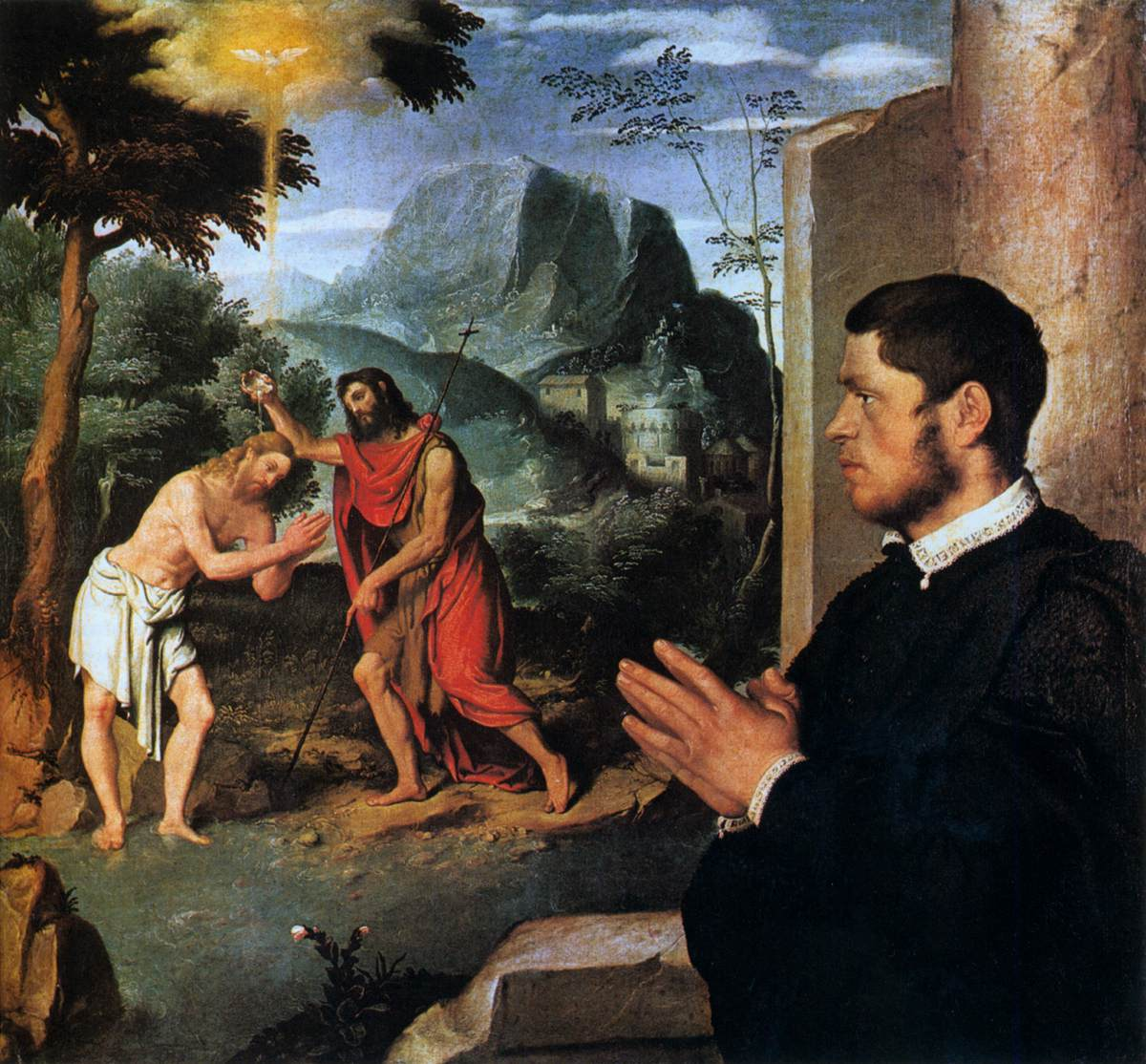
キリストの洗礼と寄進者　(1550s) 、個人蔵
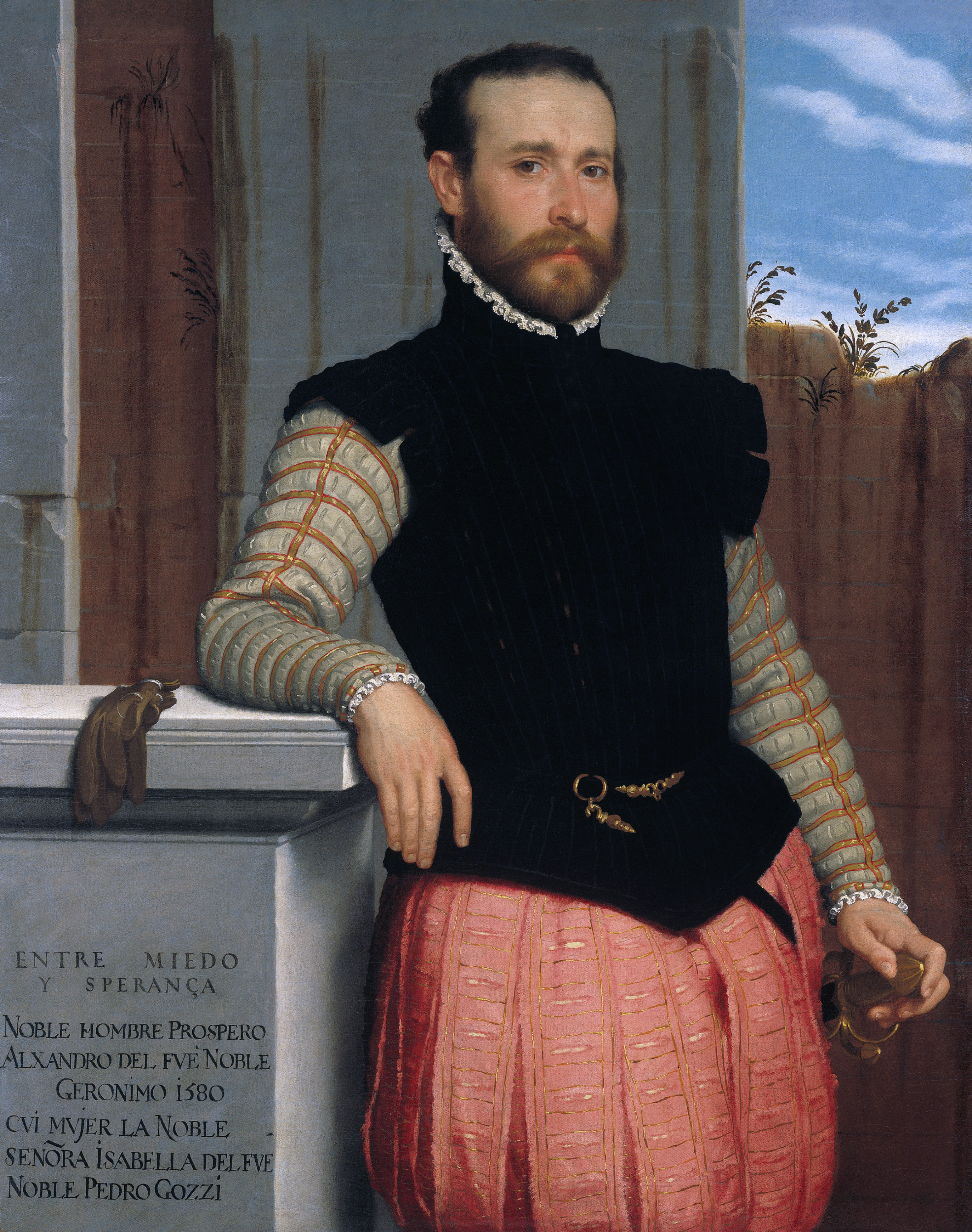
Prospero Alessandriの肖像画 (1560) リヒテンシュタイン美術館
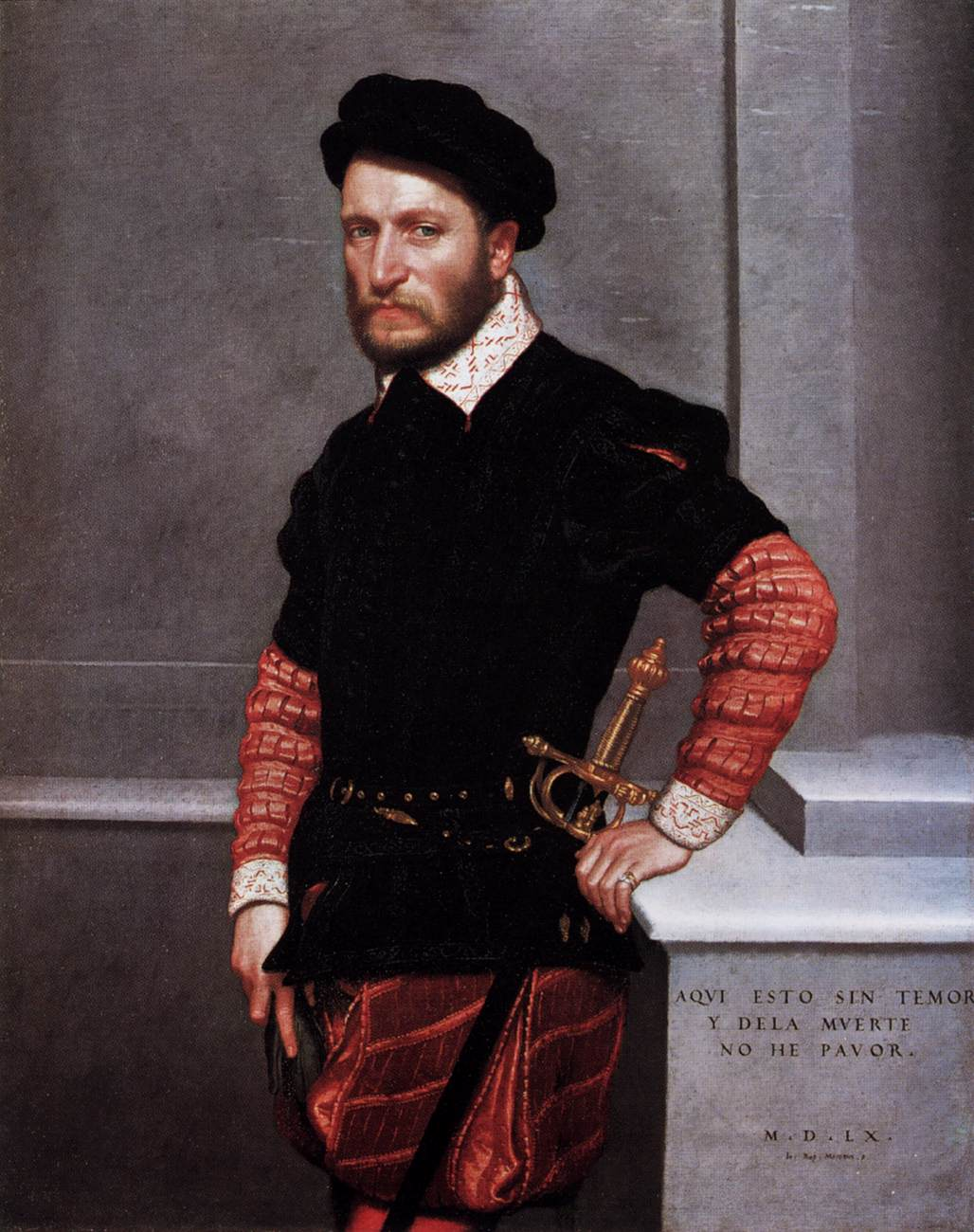
Gabriel de la Cueva, duke of Alburquerque (1560) 絵画館 (ベルリン)